# Colostygia aptata
Colostygia aptata is een nachtvlinder uit de familie van de spanners (Geometridae).
De spanwijdte van deze vlinder is 20 tot 25 millimeter. De basiskleur is wit-grijs, op de voorvleugel bevinden zich een groen-bruine dwarsband en een band langs de buitenrand van de vleugel.
De soort gebruikt walstro (Galium) als waardplant. De rups is te vinden van augustus tot juni en overwintert. De vliegtijd is van halverwege juli tot in augustus.
De soort komt voor in een groot deel van het Palearctisch gebied, maar niet in de Benelux.